# هنري كوفمان
هنري كوفمان (بالإنجليزية: Henry Kaufman)‏ هو مصرفي واقتصادي أمريكي، ولد في 1927 في Wenings ‏ في ألمانيا.

## وصلات خارجية
- هنري كوفمان على موقع إن إن دي بي (الإنجليزية)